# Chiesa di San Filippo Neri (Ragusa)
La chiesa di San Filippo Neri venne edificata nel 1636 su commissione dell'omonima confraternita.

## Storia
Questa non riportò danni dal terribile terremoto del 1693 e venne probabilmente ampliata tra il 1738 e il 1740.
Alcuni anni dopo, nel 1761, subì un ulteriore intervento di ristrutturazione con l'elevazione dei prospetti laterali, l'apertura delle grandi finestre e la costruzione della volta.

## Descrizione
Il prospetto si affaccia su un piccolo sagrato recintato ed è impreziosito dal portone d'ingresso, incorniciato da due colonne lisce con capitello corinzio che reggono la trabeazione col fregio decorato a motivi vegetali. 
Sopra il portone si apre una finestra affiancata da due belle volute in pietra e sormontata da una cornice aggettante su cui poggiano altre due volute.
La chiesa comprende un'unica navata con quattro altari e una sola cappella.
L'organo di questa chiesa ha 25 canne di facciata, a cuspide, 54 tasti e 12 pedali. Inoltre ha 6 registri.

## Opere
- ?, Presentazione di Maria al Tempio, dipinto di ignoto autore.
- ?, San Michele Arcangelo, dipinto di ignoto autore.
- ?, San Michele Arcangelo di moderna fattura, dipinto di ignoto autore.
- ?, Sacra Famiglia raffigurata con Sant'Anna e San Gioacchino, dipinto di ignoto autore.
- ?, San Filippo Neri raffigurato in atto di venerazione, dipinto opera del ragusano Franzo Nicastro.
- ?, Crocifisso.
- ?, Altare con inserti vitrei.

## Congregazione
- Congregazione di San Filippo Neri, sodalizio attestato presso il tempio.

## Galleria d'immagini

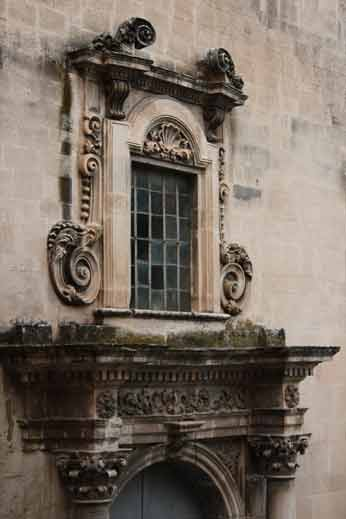
Portale
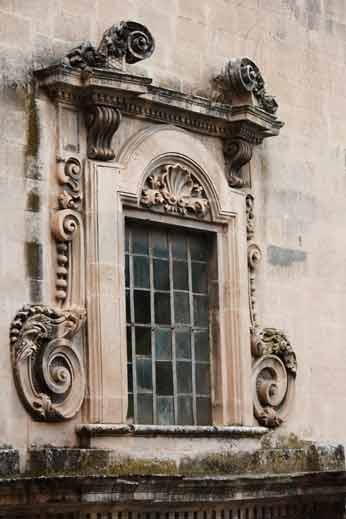
Particolare
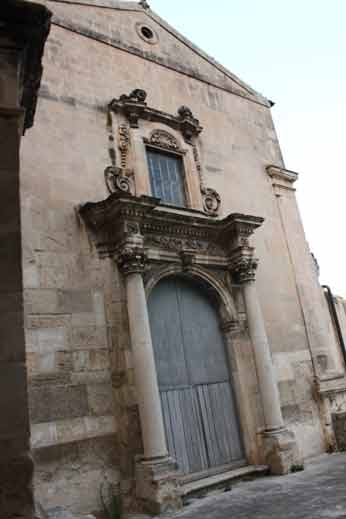
Facciata